# Dimitri Pelo

a Compétitions nationales et continentales officielles uniquement.

b Matchs officiels uniquement.
Dimitri Pelo, né le 17 avril 1985 à Nouméa en Nouvelle-Calédonie, est un joueur de rugby à XIII et rugby à XV français. Formé au rugby à XIII en Australie, il fait ses débuts professionnels en Super League avec les Dragons Catalans en 2007. Il reste quatre ans dans ce club, devient international français disputant la Coupe du monde 2008. En 2010, il tente un changement de code en rejoignant le rugby à XV et le club de Montpellier. Finalement, il revient au rugby à XIII en 2011 et rejoint la National Rugby League et les Raiders de Canberra devenant le deuxième Français à disputer cette compétition. Après cinq matchs en NRL, il ne parvient pas à trouver une place régulière en NRL et s'engage avec les Burleigh Bears, équipe réserve des Gold Coast Titans.

## Palmarès
- 2007 : Finaliste de la Challenge Cup avec les Dragons Catalans.

## Distinctions personnelles
- 2009 : Participation au tournoi des Quatre Nations avec l'équipe de France.
- 2008 : Participation à la coupe du monde de rugby à XIII avec l'équipe de France.

## Carrière internationale
- France : 4 sélections.

## Biographie
Dimitri Pelo a passé son enfance en Nouvelle-Calédonie. Lors de son adolescence, ses parents immigrent au nord-est du Queensland en Australie. Alors qu'il était junior, il est repéré par le club de NRL, des Cronulla Sharks. Alors qu'il est sélectionné pour jouer avec les Australian Schoolboys, il n'arrive pas à s'imposer chez les Sharks. En 2005, Pelo est appelé par le sélectionneur français pour jouer avec une sélection française contre l'Australie. En 2006, il quitte les Sharks et retourne dans le Queensland, aux Burleigh Bears qui jouent la Queensland Cup, avec l'objectif d'intégrer les Gold Coast Titans, nouvelle équipe de NRL. À la fin de la saison 2006, les Titans annoncent qu'ils ne sont plus intéressés par Dimitri Pelo. En 2007, il décide de quitter l'Australie pour la France et de signer pour les Dragons Catalans.
Précédemment joueur des Dragons Catalans et international à XIII, il se tourne vers le rugby à XV et évolue au poste d'ailier au sein du Montpellier HR lors de la saison 2010-2011. Joueur des Canberra Raiders dans le championnat de NRL, il dispute son premier match le 25 mai 2012, match perdu par son équipe contre les South Sydney Rabbitohs (club de Russell Crowe) 36-18. Il est donc le deuxième joueur français à jouer pour la franchise australienne après Jérôme Guisset.

## Statistiques en Super League
| Saison | Club             | Championnat  | Matchs | Essais | Transf. | Drops | Carton jaune | Carton rouge | Points |
| ------ | ---------------- | ------------ | ------ | ------ | ------- | ----- | ------------ | ------------ | ------ |
| 2007   | Dragons Catalans | Super League | 12     | 4      | 0       | 0     | 0            | 0            | 16     |
| 2008   | Dragons Catalans | Super League | 23     | 12     | 0       | 0     | 1            | 0            | 48     |
| 2009   | Dragons Catalans | Super League | 27     | 18     | 0       | 0     | 0            | 0            | 72     |
| 2010   | Dragons Catalans | Super League | 17     | 4      | 0       | 0     | 0            | 0            | 16     |
| TOTAL  | TOTAL            | TOTAL        | 79     | 38     | 0       | 0     | 1            | 0            | 152    |

## Vie privée
Il est le cousin de Vincent Pelo et d'Aliki Fakate.